# Малополе
Малополе (пол. Małopole) — село в Польщі, у гміні Домбрувка Воломінського повіту Мазовецького воєводства.
Населення — 351 особа (2011).

## Демографія
Демографічна структура станом на 31 березня 2011 року:
|          | Загалом | Допрацездатний вік | Працездатний вік | Постпрацездатний вік |
| -------- | ------- | ------------------ | ---------------- | -------------------- |
| Чоловіки | 170     | 37                 | 115              | 18                   |
| Жінки    | 181     | 42                 | 103              | 36                   |
| Разом    | 351     | 79                 | 218              | 54                   |